# Cinco Bayou (Florida)
Cinco Bayou es un pueblo ubicado en el condado de Okaloosa en el estado estadounidense de Florida. En el Censo de 2010 tenía una población de 383 habitantes y una densidad poblacional de 826,13 personas por km².

## Geografía
Cinco Bayou se encuentra ubicado en las coordenadas 30°25′20″N 86°36′34″O / 30.42222, -86.60944. Según la Oficina del Censo de los Estados Unidos, Cinco Bayou tiene una superficie total de 0.46 km², de la cual 0.46 km² corresponden a tierra firme y (0%) 0 km² es agua.

## Demografía
Según el censo de 2010, había 383 personas residiendo en Cinco Bayou. La densidad de población era de 826,13 hab./km². De los 383 habitantes, Cinco Bayou estaba compuesto por el 78.59% blancos, el 9.66% eran afroamericanos, el 0% eran amerindios, el 5.48% eran asiáticos, el 0% eran isleños del Pacífico, el 3.66% eran de otras razas y el 2.61% pertenecían a dos o más razas. Del total de la población el 6.01% eran hispanos o latinos de cualquier raza.

## Lugares próximos
El diagrama siguiente representa las localidades que están en un radio de 8 km a la redonda de Cinco Bayou. 